# Fumetti neri
Unter fumetti neri (ital.; zu deutsch „schwarze Comics“) versteht man eine Spielart der italienischen Comics. Sie setzen sich auf unterschiedlichem, meist aber eher trivialem Niveau mit der dunklen Seite des Menschen auseinander. Dies äußert sich häufig in drastischen Gewalt- und Sexdarstellungen. Mit ihrer Mischung aus Erotik, Verbrechen und Horror verkauften sich von den fumetti viele Millionen Exemplare über die Zeitschriftenkioske des ganzen Landes.
Die erste sehr populäre Fumetti-neri-Serie war Diabolik, die auch von dem italienischen Meisterregisseur Mario Bava verfilmt wurde. Von bis dato bekannten Superhelden-Serien unterschied sie sich dadurch, dass der Held ein Verbrecher war. Eine deutlich gewalttätigere Nachfolge-Serie ist Kriminal von dem später sehr erfolgreich gewordenen Zeichner Roberto Raviola, besser bekannt unter dem Künstlernamen Magnus. Das Genre brachte noch weitere bekannte Zeichner hervor, etwa Milo Manara – er zeichnete die drastische Piratenserie Jolanda De Alamaviva, an der auch Armando Bonato (Autor von 30 Diabolik-Episoden) mitarbeitete – oder Leone Frollo, der für die berüchtigte historische Horrorserie Lucifera verantwortlich war.
In den frühen 1970er Jahren versuchte der Freibeuter-Verlag die fumetti neri auch auf dem deutschen Markt zu etablieren. Serien wie Tomba, Oltretomba, Jolanda, Messalina oder Horror-Grusel-Comic wurden aber schnell von der Bundesprüfstelle für jugendgefährdende Medien dauerindiziert und verschwanden daraufhin vom Markt. Der Kleinverlag Eagle Productions publizierte in den letzten Jahren neue, offen mit Hardcore-Pornographie operierende Ausgaben des Genres. Die Serien Pig, Story Blue und Oltretomba brachten es aber jeweils nur auf eine Ausgabe. Seit 2016 veröffentlicht der Mila Verlag fumetti neri Comics. 
Auch das italienische Splatter- und Sexploitation-Kino war stark von den dort überaus beliebten fumetti neri beeinflusst; dazu gehören etwa Filme der Regisseure Tinto Brass, Joe D’Amato oder Lucio Fulci. Die Comics waren stets heftiger Kritik ausgesetzt. Konservativen waren sie wegen ihrer offenherzigen bis pornographischen Sexszenen ein Dorn im Auge. In den Stories wird außerdem meist ein sehr nihilistisches Weltbild dargeboten und kaum Wert auf „political correctness“ gelegt. Minderheiten wie Homosexuelle werden bisweilen nicht gerade freundlich dargestellt. Dies führte auch zu Angriffen von Linken und Liberalen.